# Russell Mockridge
Edward Russel (Russel) Mockridge (South Melbourne, 18 juli 1928 - Clayton, 13 september 1958) was een Australisch wielrenner.
Mockridge won in 1950 bij de British Empire Games (de latere Gemenebestspelen) de gouden medaille op de onderdelen 1km tijdrit en sprint en de zilveren medaille op de achtervolging.In 1951 won hij de zilveren medaille tijdens de Wereldkampioenschappen. In 1952 werd Mockridge olympisch kampioen op de sprint en samen met Lionel Cox de gouden medaille op het tandem.
Mockridge overleed aan de gevolgen van een aanrijding met een bus tijdens een wielerwedstrijd.

## Resultaten
| Jaar | WK     | Olympische Zomerspelen                   | Gemenebestspelen                     |
| ---- | ------ | ---------------------------------------- | ------------------------------------ |
| 1948 |        | 5e ploegenachtervolging 26e wegwedstrijd |                                      |
| 1950 |        |                                          | 1km tijdrit · sprint · achtervolging |
| 1951 | sprint |                                          |                                      |
| 1952 |        | 1km tijdrit · tandem                     |                                      |

1896: Paul Masson ·
1928: Willy Falck Hansen ·
1932: Dunc Gray ·
1936: Arie van Vliet ·
1948: Jacques Dupont ·
1952: Russell Mockridge ·
1956: Leandro Faggin ·
1960: Sante Gaiardoni ·
1964: Patrick Sercu ·
1968: Pierre Trentin ·
1972: Niels Fredborg ·
1976: Klaus-Jürgen Grünke ·
1980: Lothar Thoms ·
1984: Fredy Schmidtke ·
1988: Aleksandr Kiritsjenko ·
1992: José Manuel Moreno Periñan ·
1996: Florian Rousseau ·
2000: Jason Queally ·
2004: Chris Hoy
1908: André Auffray & Maurice Schilles ·
1920: Thomas Lance & Harry Ryan ·
1924: Jean Cugnot & Lucien Choury ·
1928: Daan van Dijk & Bernard Leene ·
1932: Louis Chaillot & Maurice Perrin ·
1936: Carl Lorenz & Ernst Ihbe ·
1948: Renato Perona & Ferdinando Terruzzi ·
1952: Russell Mockridge & Lionel Cox ·
1956: Anthony Marchant & Ian Browne ·
1960: Giuseppe Beghetto & Sergio Bianchetto ·
1964: Sergio Bianchetto & Angelo Damiano ·
1968: Pierre Trentin & Daniel Morelon ·
1972: Igor Zjelovalnikov & Vladimir Semenets
- Australian Dictionary of Biography: mockridge-edward-russell-11141
- International Standard Name Identifier: 0000 0000 7115 1050
- Library of Congress Control Number: n2009059536
- Trove: 1468339
- Virtual International Authority File: 100681143
- WorldCat: E39PBJxWRXyfyJYTwqGfGVJFKd